# Познанский договор
Познанский договор — подписанный 11 декабря 1806 г. документ, окончивший боевые действия между Французской империей и курфюршеством Саксония в рамках войны Четвёртой коалиции.

## Условия
Мирный договор был заключен со стороны французов Шарлем де Талейраном.
По его условиям Саксония:
- повышалось до статуса королевства,
- получала отнятые у Пруссии некоторые территории (Магдебург с частью территорий герцогства Магдебургского на левом берегу Эльбы, графство Мансфельд, княжество-епископство Хальберштадт, графство Хоэнштайн, Кведлинбург, княжества-епископства Хильдесхайма и Гослара),
- присоединялась к Рейнскому союзу,
- выплачивала Франции контрибуцию в размере 25 млн франков,
- обязалась предоставлять Франции воинский контингент для продолжавшейся войны и в будущем — 20 тыс. солдат,
- уступить часть территории на западе Вестфальскому королевству (амт Гоммерн (Курфюшеский район), графство Барби, несколько амтов графства Мансфельд и ганнербного владения Треффурт (Ganerbschaft) и фогтства Дорла).